# João de Santarém
João de Santarem est un explorateur et navigateur portugais du XVe siècle.

## Biographie
Il a surtout navigué dans le golfe de Guinée à la fin du XVe siècle, sous le règne de Henri le Navigateur. Avec Pedro de Escobar, on lui attribue la « découverte » de la ville de Sassandra en Côte d'Ivoire ainsi que la découverte, le 21 décembre 1471 de l'île de São Tomé, le jour de la Saint-Thomas, ainsi que l'ile de Principe peu de temps après, lesquelles iles étaient à l'époque inhabitées,.